# Commando
Commando (br: Comando para Matar / pt: Comando) é um filme americano de 1985 dirigido por Mark L. Lester.

## Sinopse
O coronel John Matrix (Arnold Schwarzenegger), militar aposentado, é um membro de uma força especial de elite que, ao deixar o serviço ativo, vai morar com sua filha pequena Jenny (Alyssia Milano) em uma cabana nas montanhas. Bennett (Vernon Wells), um dos ex-companheiros de Matrix, participa de um grupo de mercenários e rapta Jenny para obrigá-lo a cometer um crime político em Valverde (país fictício da América do Sul) a mando de um ex-ditador chamado Arius (Dan Hedaya) que foi deposto pelos militares e políticos locais (com a ajuda e apoio dos Militares e Governo Americanos). Matrix finge colaborar, mas, usando de sua tremenda força física, escapa de seus guardas saltando de um avião que estava para decolar. E vai atrás de sua filha, forçando Cindy (Rae Dawn Chong), uma inocente aeromoça, a ajudá-lo, enquanto elimina todos os raptores que encontra pela frente. Ao final do filme, Matrix invade o esconderijo de Arius e embarca em uma sanha assassina. Esfaqueia uns capangas, mata dezenas com sua metralhadora, mata soldados de dentro de um abrigo, mata todos que encontra pela frente de maneira brutal. É uma verdadeira carnificina. Matrix não sente remorso, é uma autêntica máquina de matar.

## Elenco
| Ator / Atriz          | Personagem                 |
| --------------------- | -------------------------- |
| Arnold Schwarzenegger | Coronel John Matrix        |
| Rae Dawn Chong        | Cindy                      |
| Vernon Wells          | Bennett                    |
| Dan Hedaya            | Arius                      |
| David Patrick Kelly   | Sully                      |
| Bill Duke             | Cooke                      |
| Alyssa Milano         | Jenny Matrix               |
| James Olson           | General Franklin Kirby     |
| Michael Delano        | Vendedor de carros         |
| Sharon Wyatt          | Leslie                     |
| Gary Cervantes        | Diaz                       |
| Bill Paxton           | Oficial da Marinha dos EUA |
| Drew Snyder           | Lawson                     |
| George Fisher         | Guarda do shopping         |
| Charles Meshack       | Henriques                  |
| Chelsea Field         | Aeromoça 1                 |
| Julie Hayek           | Aeromoça 2                 |